# 朱厚沢
朱 厚沢（しゅ こうたく、中国語: 朱厚泽 Zhū HòuZé , 1931年 - 2010年5月9日）は、中華人民共和国の政治家。貴州省織金生まれ。
1949年3月に中国共産党へ入党し、貴州省の宣伝工作に携わる。中国共産主義青年団（共青団）貴陽市委員会宣伝部長、共青団貴陽市党委第一書記などを歴任。貴陽市宣伝部長だった1965年に四清運動で党から除名処分を受けた上、下放され農村に送られる。1978年に貴陽市革命委員会秘書長として復活し、市革命委員会副主任にまで昇進する。
地元貴州省の党委書記を務めていた1985年、胡耀邦によって党中央宣伝部長として中央入りする。しかし保革の争いに巻き込まれ、胡耀邦の失脚に伴い、中央宣伝部長を解任された。1987年の第13回党大会では中央委員の予備選挙で保守派の鄧力群と共に落選し、保革痛み分けの形となった。
1988年に全国総工会第一副主席兼書記処第一書記として復活するも、天安門事件で再度失脚。鄧小平の南巡講話以後、改革路線が復活すると、国土経済学会学術委員会副主任として公開の場に姿を現した。
公職引退後も毛沢東の秘書だった李鋭らと共に、報道の自由を求める書簡を胡錦濤政権に送っている。
2010年5月9日、北京市内の病院で死去。79歳没。